# Barca (Soria)
Barca ist ein Ort und eine Gemeinde (municipio) mit nur noch 107 Einwohnern (Stand: 2024) im Süden der Provinz Soria in der Autonomen Gemeinschaft Kastilien-León. Die Gemeinde gehört zur bevölkerungsarmen Serranía Celtibérica. Die katholische Kirchengemeinde gehört zum Bistum Osma-Soria.

## Lage
Der Ort Barca liegt in der von Felsen und Hügeln durchsetzten Hochebene (meseta) im Süden der Provinz Soria in einer Höhe von ca. 960 m. Die Entfernung zur nördlich gelegenen Provinzhauptstadt Soria beträgt ca. 47 km (Fahrtstrecke). Der kleine aber historisch bedeutsame Ort Almazán liegt nur etwa 10 km in nordöstlicher Richtung entfernt. Das Klima ist gemäßigt; Regen (ca. 500 mm/Jahr) fällt überwiegend im Winterhalbjahr.

## Bevölkerungsentwicklung
| Jahr      | 1857 | 1900 | 1950 | 2000 | 2019 |
| Einwohner | 524  | 585  | 565  | 139  | 98   |

Die zunehmende Mechanisierung der Landwirtschaft, die Aufgabe bäuerlicher Kleinbetriebe (Höfesterben) und der daraus resultierende Verlust an Arbeitsplätzen haben in hohem Maße zum deutlichen Rückgang der Bevölkerung seit den 1950er Jahren beigetragen (Landflucht). Zur Gemeinde gehört auch der nur noch etwa 10 Einwohner zählende Weiler (padanía) Ciadueña.

## Wirtschaft
Die Gemeinde lebte jahrhundertelang ausschließlich vom Getreideanbau (Gerste und Weizen), der hauptsächlich für die Selbstversorgung betrieben wurde; auch Viehhaltung (Schafe, Ziegen, Hühner) fand in geringem Maße statt. Der Ort Barca diente als merkantiles, handwerkliches und kulturelles Zentrum für die inzwischen zumeist verschwundenen Weiler und Einzelgehöfte in seiner Umgebung. Heute spielt die Landwirtschaft immer noch die wichtigste Rolle, doch sind auch geringfügige Einnahmen aus dem Tourismus (Vermietung von Ferienwohnungen) zu verzeichnen.

## Geschichte
Nach der arabisch-maurischen Eroberung entvölkerten sich weite Gebiete im Norden der Iberischen Halbinsel. Im 10. Jahrhundert begann unter dem kastilischen Grafen Gonzalo Téllez die in der zweiten Hälfte des 11. Jahrhunderts unter Alfons VI. vollendete Rückeroberung (reconquista) Altkastiliens, die in der Einnahme der etwa 250 Kilometer weiter südwestlich gelegenen Stadt Toledo im Jahr 1085 ihren vorläufigen Höhepunkt fand. In dieser Zeit wurde Barca von Siedlern aus dem christlichen Norden neu- oder wiederbesiedelt (repoblación)und gehörte zum Verwaltungsbezirk der Villa y Tierra de Almazán.

## Sehenswürdigkeiten
- Schmuckstück des Ortes ist die aus dem ausgehenden 12. Jahrhundert stammende und vor wenigen Jahren komplett restaurierte Pfarrkirche Santa Cristina mit ihrer romanischen Südvorhalle (portico oder galeria porticada) mit einigen – allerdings nur sehr schlecht erhaltenen – Figuren, die als Atlanten oder Propheten gedeutet werden; darüber hinaus finden sich mehrere auf Doppelsäulen ruhende Kapitelle mit Blattformen. Das Portal der Vorhalle wurde im 17. oder 18. Jahrhundert verbreitert; aus dieser Zeit stammt auch der heutige Westturm. Das eigentliche Kirchengebäude ist – mit Ausnahme des später hinzugefügten Turms über der Apsis, der zur Stabilisierung der Außenwände dienenden Strebepfeiler und des schmucklosen romanischen Portals – zur Gänze aus Bruchsteinen (mampostería) errichtet.[3][4]
- Auf dem Platz vor der Kirche steht auf einem abgetreppten runden Sockel ein etwa 6 m hoher Gerichtspfeiler (rollo oder picota) aus dem 16. oder 17. Jahrhundert, wie er noch heute in vielen – ehemals bedeutenden – Orten Kastiliens zu finden ist. Der obere Abschluss des Rundpfeilers besteht aus einem mit Köpfen versehenen Rundstein und einem gerippten kegelförmigen Stein mit Kreuzaufsatz.
- Am nördlichen Ortsrand befindet sich das Denkmal eines Landmannes (San Isidro Labrador) hinter einem von zwei Pferden gezogenen Pflug.[5]